# Zhu Yongjun
Zhu Yongjun (en chino, 朱永𧸩; pinyin, Zhū Yǒngjùn; 15 de diciembre de 1929 - 8 de junio de 2024) fue un especialista chino en química nuclear y académico de la Academia China de Ingeniería. Fue miembro de la Sociedad Nuclear China.

## Biografía
Zhu nació en el Condado de Jing, Anhui, el 15 de diciembre de 1929. En 1947, ingresó en la Universidad de Tsinghua, donde se especializó en el Departamento de Química.
Después de graduarse en 1951, Zhu se quedó para enseñar. Se unió al Partido Comunista de China (PCCh) en abril de 1955. Fue promovido a profesor asociado en 1960 y a profesor titular en 1970. En 1979, se convirtió en subdirector del Instituto de Tecnología de Energía Nuclear y ocupó ese cargo hasta 1985.
El 8 de junio de 2024, Zhu falleció en Pekín, a los 94 años.

## Honores y premios
- 1993 Premio Estatal de Ciencias Naturales (Tercer Clase).[3]
- 1995 Miembro de la Academia China de Ingeniería (CAE).[3]
- 1999 Premio Estatal de Invención Tecnológica (Segunda Clase).[3]
- 1999 Premio de Progreso en Ciencia y Tecnología de la Fundación Ho Leung Ho Lee.[3]